# Cantonul Aix-les-Bains-Nord-Grésy
Cantonul Aix-les-Bains-Nord-Grésy este un canton din arondismentul Chambéry, departamentul Savoie, regiunea Rhône-Alpes, Franța.

## Comune
- Aix-les-Bains (parțial)
- Brison-Saint-Innocent
- Grésy-sur-Aix (reședință)
- Montcel
- Pugny-Chatenod
- Saint-Offenge-Dessous
- Saint-Offenge-Dessus
- Trévignin